# 瓜皮帽

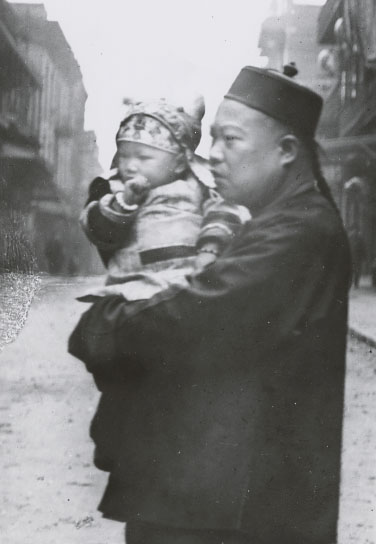
戴着瓜皮帽的男子（右）

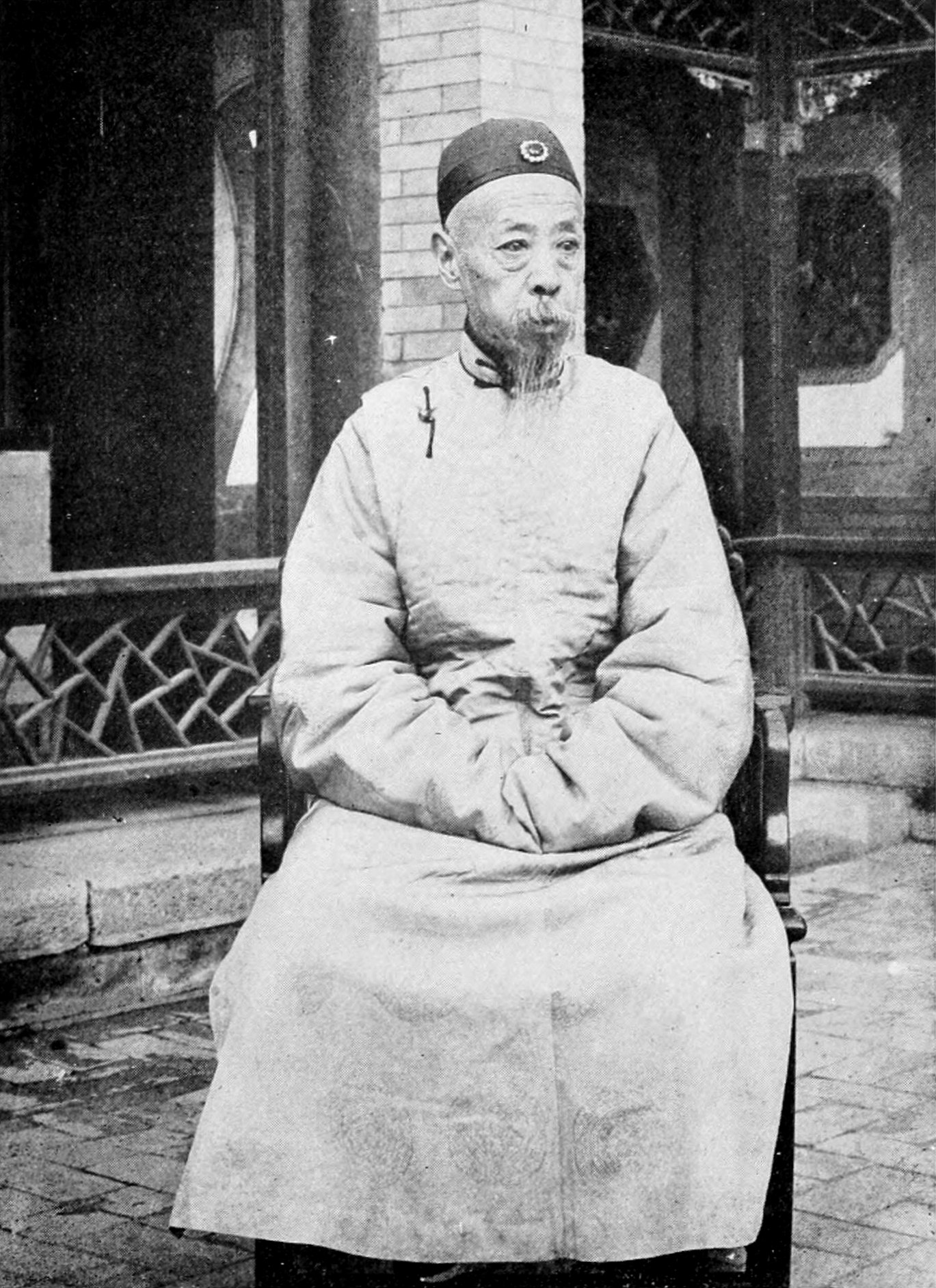
戴帽正的瓜皮帽

瓜皮帽（閩拼：di21-juo55-moo242）为清朝的一种男式帽子。是滿族服裝和蒙古族服裝的首服。
相传来源为明太祖所创的六合帽，取六和一统、天下归一之意。在清朝广为流行。分成六瓣，半圆形状如半个西瓜皮。无檐、窄檐或包有装饰窄边，多为黑色的绸、呢绒或纱制做。顶上可饰有各种颜色和材料的结子，前面钉饰物以辨别前后。